# Municipio de Chester (condado de Otsego)
El municipio de Chester (en inglés: Chester Township) es un municipio ubicado en el condado de Otsego en el estado estadounidense de Míchigan. En el año 2010 tenía una población de 1292 habitantes y una densidad poblacional de 7,26 personas por km².

## Geografía
El municipio de Chester se encuentra ubicado en las coordenadas 44°56′16″N 84°32′33″O / 44.93778, -84.54250. Según la Oficina del Censo de los Estados Unidos, el municipio tiene una superficie total de 178.04 km², de la cual 174,99 km² corresponden a tierra firme y (1,71 %) 3,04 km² es agua.

## Demografía
Según el censo de 2010, había 1292 personas residiendo en el municipio de Chester. La densidad de población era de 7,26 hab./km². De los 1292 habitantes, el municipio de Chester estaba compuesto por el 98,45 % blancos, el 0,08 % eran afroamericanos, el 0,39 % eran amerindios, el 0,15 % eran de otras razas y el 0,93 % eran de una mezcla de razas. Del total de la población el 0,46 % eran hispanos o latinos de cualquier raza.